# Parméniscos de Corcyre
Parméniscos de Corcyre (grec ancien : Παρμενίσκος Κερκυραῖος) est un athlète grec originaire de Corcyre, double vainqueur olympique.
Parméniscos était le fils de Philiscos. Enfant, il remporta le díaulos (double stade, soit environ 384 m) et la course de fond (dolichos) lors des Amphiaraeia d'Oropos.
Il remporta deux fois la course à pied du stadion d'une longueur d'un stade (environ 192 m) lors des 171e et 173e Jeux olympiques, en 96 et 88 av. J.-C.,,.

## Sources
- (en) Paul Christesen, Olympic Victor Lists and Ancient Greek History, New York, Cambridge University Press, 2007, 580 p. (ISBN 978-0-521-86634-7).
- Eusèbe de Césarée, Chronique, Livre I, 70-82. Lire en ligne.
- (en) Mark Golden, Sport in the Ancient World from A to Z, Londres, Routledge, 2004, 184 p. (ISBN 0-415-24881-7).
- (en) David Matz, Greek and Roman Sport : A Dictionnary of Athletes and Events from the Eighth Century B. C. to the Third Century A. D., Jefferson et Londres, McFarland & Company, 1991, 169 p. (ISBN 0-89950-558-9)
- (it) Luigi Moretti, « Olympionikai, i vincitori negli antichi agoni olimpici », Atti della Accademia Nazionale dei Lincei, vol. VIII,‎ 1959, p. 55-199.